# Lider TV
Lider TV est une chaîne de télévision privée azerbaïdjanaise. Limitée à l'origine à la capitale du pays, Bakou, la diffusion de cette chaîne est désormais possible dans l'ensemble du pays ainsi que par satellite.

À l'instar de la télévision nationale Az TV, Lider TV émet principalement en azéri, la langue nationale du pays, mais également en russe et en anglais. 

La grille de programme est de type généraliste. Chaque matin, la chaîne ouvre l'antenne avec l'émission matinale Yeni səhər, suivie par la diffusion de séries, d'émissions musicales ou de jeux télévisés, telle la version locale de l'émission « Le maillon faible » (« Zəif Bənd »). 

Des bulletins d'information (« Səda »)  sont également diffusés à intervalle régulier. 

En 2003, Lider TV a signé une convention de partenariat avec le réseau de CFI (Canal France International). En 2006, la chaîne avait diffusé près de 224 heures de programmes fournis par le réseau français, soit une moyenne d'environ 19 heures par mois.

## Sources
1. ↑  CFI coopération média